# Lema cyanella
Espèce
Lema cyanella est une espèce d'insectes coléoptères phytophages de la famille des Chrysomelidae et de la sous-famille des Criocerinae.
On trouve cette espèce sur les Poaceae (graminées) de la région paléarctique, de l'Espagne et des îles Britanniques à la Corée, y compris en France.

## Description
Corps bleu luisant long de 4 à 5 mm. Le prothorax est arrondi, lisse, les élytres présentent des points bien alignés formant des stries. Les antennes sont noires.